# 1558
1558 (MDLVIII) a fost un an comun al calendarului iulian, care a început într-o zi de sâmbătă.

## Evenimente
- 2 februarie: În Thuringia, Germania este înființată Universitatea din Jena.

## Nașteri
- Mihai Viteazul (n. Mihai Pătrașcu), domn al Țării Românești (1593-1600), (d. 1601)

## Decese
- 18 aprilie: Hurrem Haseki Sultan (Roxelana, n. Alexandra Anastasia Lisowska), 51 ani, soția sultanului Soliman I (n. 1506)